# Biatorbágyi merénylet
A biatorbágyi merénylet (korábban torbágyi merénylet) 1931. szeptember 13-án történt, amikor az ekkorra már jól ismert merénylő és csaló, Matuska Szilveszter felrobbantotta a biatorbágyi vasúti viadukt déli vasúti pályájának egy részét. Az érkező vonat a mélybe zuhant 22 ember halálát okozva. Habár az elkövető kilétével valószínűleg tisztában voltak a hatóságok, a merényletet a Horthy-rendszer politikai célokra használta: statáriumot vezettek be Magyarországon, és a merénylet vádjával koncepciós perekben kommunistákat ítéltek halálra és végeztek ki.

## A merénylet leírása
A tettes kb. 1,5-2 kg tömegű robbanóanyagot használt, amit előre a helyszínre vitt. A robbanóanyag nem a vágányon áthaladó mozdony alatt robbant fel, mint azt korábban feltételezték, hanem a Budapest–Hegyeshalom–Rajka-vasútvonalon Bécs felé közlekedő nemzetközi gyorsvonat második és harmadik kocsijának áthaladása között, a sín terheletlen állapotában. Emiatt a megszakadt vágányrészen nagy sebességgel áthaladó gyorsvonat mozdonya és az utána besorozott poggyászkocsi, négy személy- és egy hálókocsi kisiklott, és a mélybe zuhant. A szétszakadt vonat többi kocsija sértetlenül a vágányon maradt. A halottak között volt a vonat tíz emberből álló személyzetének négy tagja is: a 301 001 pályaszámú mozdony vezetője, fűtője, a vonat főkalauza és kalauza.
Kroll Ferenc (1908–1942) vasúti tisztviselő-gyakornok vette észre először a szerencsétlenséget. Őt a torbágyi vasúti állomás épületében a robbanás döreje riasztotta fel álmából, magára kapkodta ruháit, lecsatoltatta a Bécs felé éppen akkor befutó expresszvonat mozdonyát, és a hídhoz szaladt. A szerencsétlenül járt gyorsvonat néhány hátulsó kocsija, amelyik leszakadt a szerelvényről, a hídon maradt. Kroll Ferenc, mikor odaért a tragédia helyszínére, észrevette, hogy az oszlop tövén papírlap feküdt, melyen két kő volt. Valaki odatette a papírlapot, és azért helyezte rá a köveket, hogy a szél el ne fújja. Kroll Ferenc, mikor odaért a tanúvallomásának során, kivette zsebéből a levélborítékot. Ez a levélboríték és a rajta lévő szöveg volt a „nyom”, amelynek alapján Hetényi és a rendőrség politikai osztályának többi embere azt mondotta: „kommunisták robbantották fel a hidat”.
A roncsok alatt Morvay Alajos mozdonyvezető holttestét úgy találták meg, hogy keze a fék fogantyúját szorította. Bebizonyosodott, hogy a kisiklást észlelve azonnal lefékezte a vonatot, s ennek köszönhető, hogy a szerelvény hátsó kocsijai a vágányon maradtak. Mindössze öt másodperc ideje volt arra, hogy valamit reagáljon az eseményekre, és sikerült neki. A mozdony ekkor már valószínűleg a levegőben volt ugyan, de a masiniszta még be tudta húzni a vészféket, ami a szerelvény minden tengelyénél fékhatást idézett elő. Ennek köszönhető, hogy a hatodik kocsi mögött elszakadt a csatolás, és a szerelvény vége a síneken maradt. Nemcsak azok életét mentette meg, akik az utolsó hat kocsiban utaztak, de azokét is, akik a viadukt alá zuhantakon tartózkodtak, hiszen a fékhatásnak köszönhetően nem zuhant rájuk további hat vasúti kocsi is. Összesen kilencvenhárom ember életét mentette meg.
Kiderült, hogy Matuska Szilveszter, a merénylő az utolsó pillanatig nem tudhatta, hogy egy gyorsvonatot vagy egy tehervonatot fog-e felrobbantani. A vasúti menetrend szerint a bécsi gyors előtt 15 perccel egy tehervonatnak kellett volna áthaladnia. A merénylet éjszakáján azonban a tehervonat késett, s előre engedték a gyorsvonatot.
A rendőrség a helyszínen egy levelet talált, amely így kezdődött: „Munkások, nincsen jogotok, hát majd mi kieszközöljük a kapitalistákkal szemben…”

## A merénylet következményei

### Nyomozás és ítélet

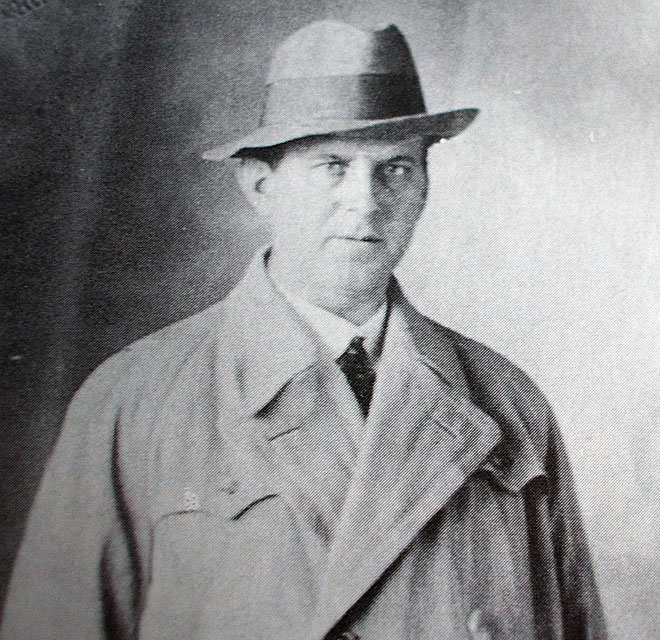
Matuska Szilveszter, az elkövető

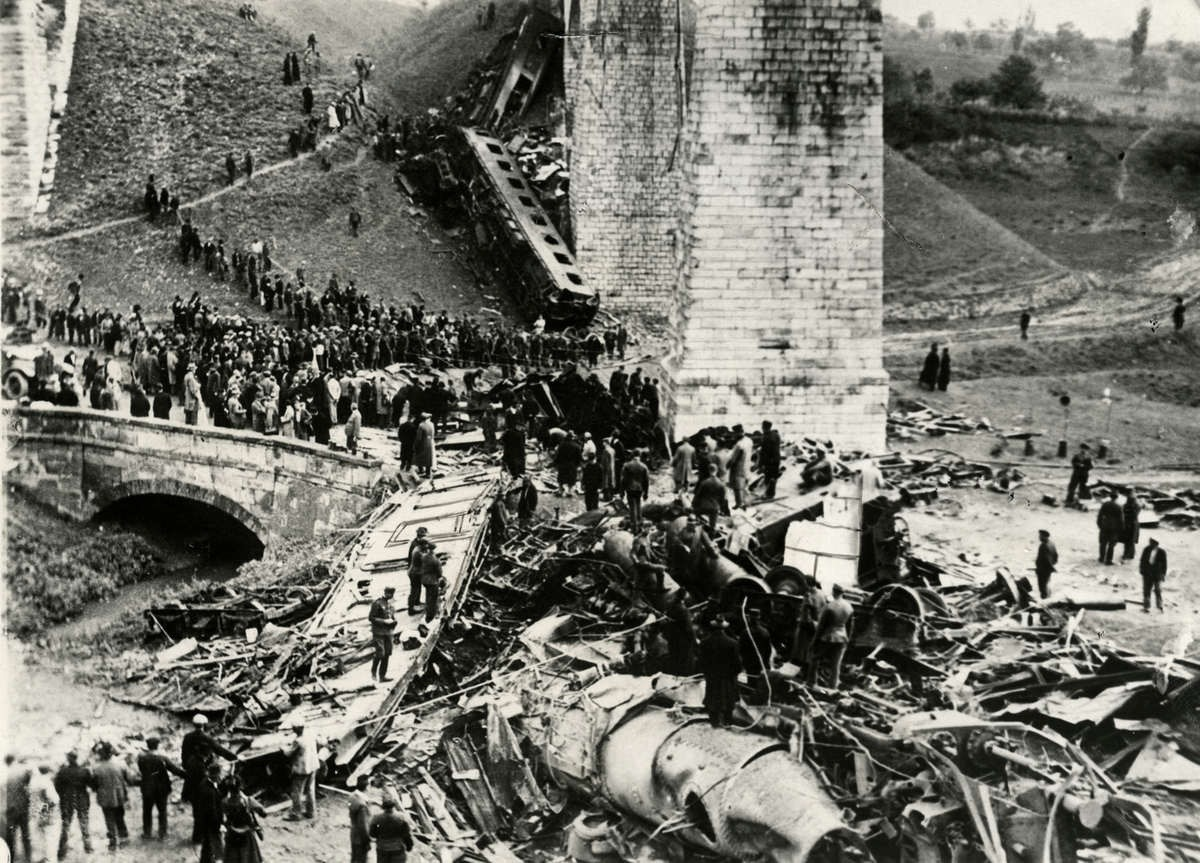
A vonat maradványai, 1931 szeptember

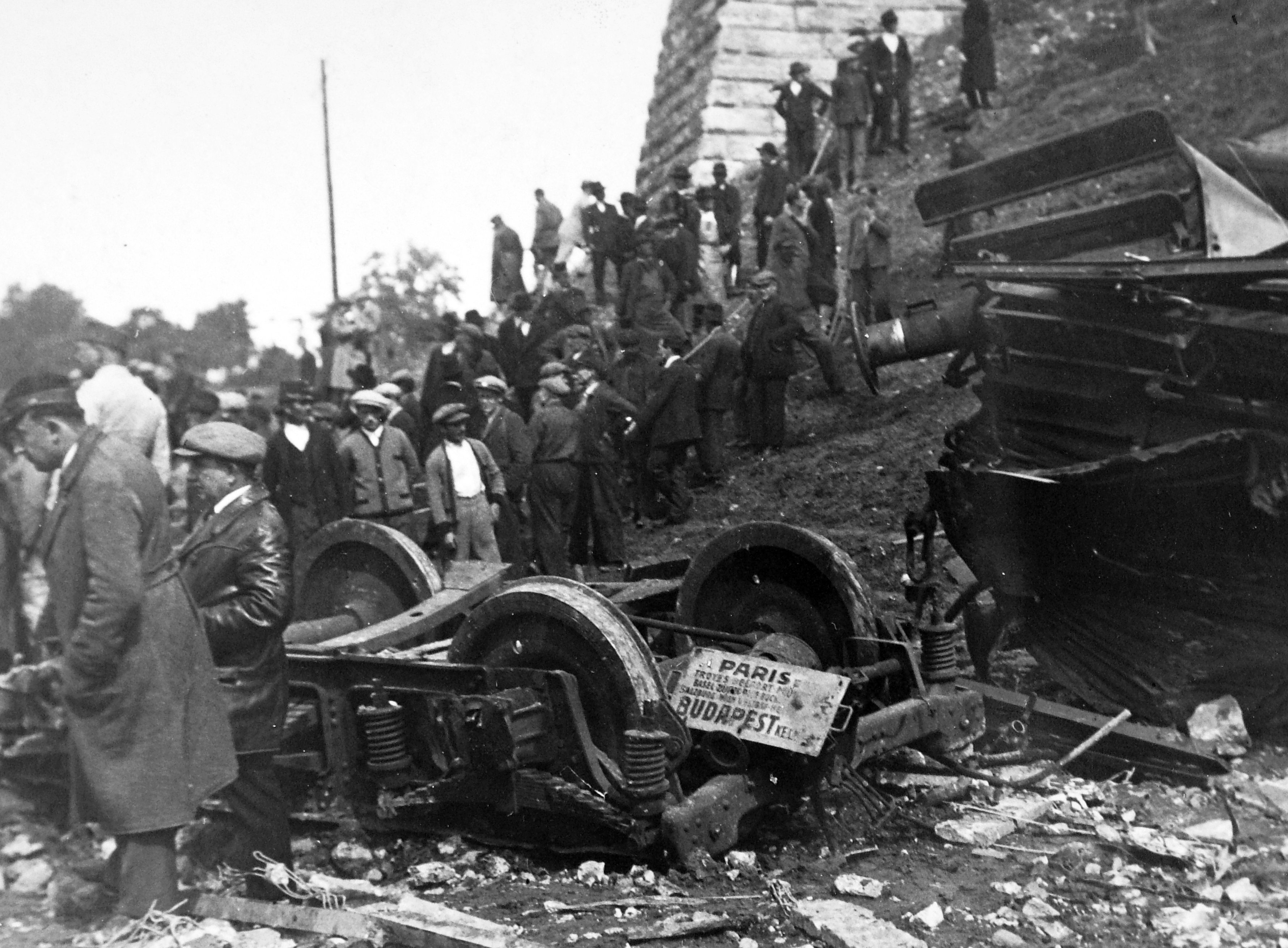
Égnek meredő kerekek a völgy fenekén

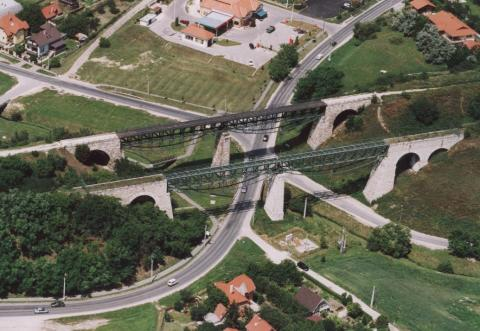
A viadukt napjainkban

A merényletet az akkori Károlyi Gyula-kormány egy nagyobb kommunista terrorhullám kezdetének hitte, és ezt az eseményt használta fel arra, hogy a kommunisták akkor illegális tevékenysége ellen fellépjen. A nyomozás azonnal igen nagy erőkkel indult meg. A merénylet másnapján országos statáriumot vezettek be, amit egy hét múlva, szeptember 20-án kiterjesztettek minden államellenes szervezkedéssel gyanúsítható személyre.
A gyanú végül Leipnik Márton „hírhedt kommunistára és bandájára” terelődött. Addigra azonban a biztonság kedvéért számos más kommunistát is letartóztattak.
Később Bécsben kipattant a váratlan hír, hogy a merényletet egy ottani magyar kereskedő, Matuska Szilveszter vállalta magára. Matuskát október 7-én tartóztatták le az osztrák fővárosban, ahol bíróság elé állították és hat évi börtönre ítélték. Magyarországon távollétében először halálra ítélték, majd büntetését életfogytiglanra változtatták. Matuska a váci fegyházban töltötte börtönbüntetését, amikor is 1944-ben, a Vörös Hadsereg bevonulásakor a zűrzavart kihasználva megszökött, eltűnt.

### Vélemények a merénylet politikai hátteréről
A biatorbágyi merénylet után bevezetett statárium Matuska letartóztatása után is fennmaradt. Az illegális KMP 1932 júliusában letartóztatott, ismert tagjait, Sallai Imrét és Fürst Sándort is erre hivatkozva állították statáriális, koncepciós bíróság elé, ítélték halálra és végezték ki 1932. július 28-án.
Korabeli, széles körben elterjedt gyanú szerint a merényletet valójában Gömbös Gyula honvédelmi miniszter szervezte Horthy Miklós kormányzó jóváhagyásával.[forrás?] Gömbös és Horthy e nézet szerint a szükségállapot kihirdetése révén akarták hatalmi pozícióikat megerősíteni Károlyi Gyula miniszterelnökkel szemben. Egyes történészek ma is ezen a véleményen vannak, és Matuskát csupán a merénylet egyik résztvevőjének tartják, aki később hajlandó volt mindent egyedüli tettesként magára vállalni. Bár konkrét bizonyítékok nincsenek, ezt a véleményt a merénylet és a későbbi kivizsgálása körüli számos furcsaság támasztja alá. (Az I. osztályú utasok jegyét egyes vélemények szerint nem adták ki a vonatra. A titokzatos kommunista levél elhelyezése a helyszínen. A kétméteres pokolgépet egyedül hogyan vitte a helyszínre és töltötte meg ekrazittal Matuska? Matuska enyhe bécsi ítélete és elmebetegként való kezelése, noha nem volt az. A kommunisták ellen azonnal meginduló országos hajtóvadászat előre kidolgozott forgatókönyv szerinti lefolytatása.)
Elég erősen ellentmond ennek a feltételezésnek azonban az, hogy egy korábbi németországi és ausztriai vasúti robbantásnak is ő volt a tettese.

### Filmfeldolgozások
Az eseményt kétszer is feldolgozták filmen. Először Várkonyi Zoltán 1959-ben Merénylet címmel, másodszor Simó Sándor 1982-ben Viadukt címmel.

## Kapcsolódó szócikk
- Töreky Géza